# Virton
Virton (prononcer [viʁtɔ̃]  ; gaumais : Viertån ; wallon : Vierton) est une ville francophone de Belgique située en Région wallonne dans la province de Luxembourg. Elle est le chef-lieu de son arrondissement.
Virton est la capitale de la Gaume, région culturelle où la langue vernaculaire traditionnelle est le gaumais.
Elle fait partie de la Lorraine gaumaise.

## Toponymie
Le nom de la localité est attesté sous différentes graphies : Vertunum, 1183 ; Vertun, 1187 ; Verton, 1240.
Contrairement à l'explication la plus courante, l'origine du nom de Virton ne vient pas de la confluence des deux rivières Vire et Ton.
Selon une hypothèse ancienne, Virton dériverait du latin Vir Tonans, l'homme tonnant, évoquant le dieu Jupiter.
Suivant une explication plus largement partagée, Virton viendrait de deux mots gaulois : viro d'une part, signifiant homme ou vrai et -duno d'autre part, signifiant colline, forteresse ou agglomération.

## Géographie
Virton est située à une distance de 190 km au sud-est de Bruxelles et de 43 km à l'ouest de la ville de Luxembourg.

### Sections
| # | Section    | Superf. (km2) | Habitants (2020) | Habitants par km2 | Code INS |
| - | ---------- | ------------- | ---------------- | ----------------- | -------- |
| 1 | Virton     | 15,19         | 3 576            | 235               | 85045A   |
| 2 | Ethe       | 27,74         | 1 912            | 69                | 85045B   |
| 3 | Latour     | 9,09          | 1 201            | 132               | 85045C   |
| 4 | Saint-Mard | 16,77         | 2 842            | 169               | 85045D   |
| 5 | Ruette     | 12,38         | 872              | 70                | 85045E   |
| 6 | Bleid      | 14,45         | 930              | 64                | 85045F   |

### Géologie
La commune fait partie de la Lorraine belge, seule région géologique du Jurassique (Ère secondaire) de Belgique.

### Hydrographie
Le Ton, un affluent de la Chiers, traverse la ville en bordure sud-est avant de prendre les eaux de la Vire un peu plus au sud.

### Communes limitrophes
La commune est délimitée au sud par la frontière française qui la sépare du département de Meurthe-et-Moselle et de la région Lorraine.
| Tintigny                   | Étalle                                                                            | Saint-Léger                                       |
| Meix-devant-Virton Rouvroy | Virton                                                                            | Musson                                            |
| Épiez-sur-Chiers ( France) | - Allondrelle-la-Malmaison ( France) - Longuyon ( France) - Tellancourt ( France) | Ville-Houdlémont ( France) Saint-Pancré ( France) |

### Voies de communication et transports
La gare ferroviaire de Virton–Saint-Mard est desservie par la ligne 165 Athus-Libramont.
Virton est le point de départ de la route nationale 82 menant à Arlon. Elle est traversée par la route nationale 87 reliant la frontière française à Lamorteau (Rouvroy) et Parette (Attert), ainsi que par la route nationale 88 reliant Florenville et Athus (Aubange).
La commune est desservie par un large réseau de pistes cyclables et est traversée par le chemin de grande randonnée GR 129.

### Subdivisions

#### Localités
La commune comporte six sections : Bleid, Ethe, Ruette, Latour, Saint-Mard et Virton.

#### Pierrard-lez-Virton
Pierrard ou Pierrard-lez-Virton est un lieu-dit sis à deux kilomètres à l'est de la ville belge de Virton, dont il fait partie dans la province de Luxembourg. Le toponyme est étroitement lié depuis le mois d'octobre de l'année 1900 à l'Ecole des Arts et Métiers qui s'y est développée.
Le lieu-dit est situé à la confluence du Rabais et du Ton, où s'est développée à l'origine une activité sidérurgique.

##### Histoire
À la fin du XVe siècle, Jehan le fondeur, bourgeois de Virton, obtient du Duc de Lorraine l'autorisation d'ériger une forge avec un fourneau auprès des aulnes de Rabais et joignant les prés de la Grange au Bois, moyennant le paiement d'une redevance pour la jouissance du cours de la rivière. Une partie des usines se trouvant sur le territoire de Latour, une redevance était également due au Seigneur de Latour.
La forge de Rabais (ou Raba ou Rabba ou Rabay) passe alors par héritage dans les mains de Pierrard le fraire, qui donne son nom à la forge et ensuite au lieu-dit.
Par la suite, le site verra se succéder différentes activités industrielles : une platinerie, une scierie, une halle avec une batterie à céréales, une tuilerie, une fonderie, une fabrique de peignes en caoutchouc, une fabrique de chicorée.
Le site de Pierrard est repris sur la carte Vandermaelen établie vers 1850.
À la fin du XIXe siècle, le site est abandonné.
C'est en 1898 que le chanoine E.Crousse, anticipant les préoccupations des industriels du bassin lorrain en matière de main-d'œuvre, défend l'idée de créer sur le site une Ecole des Arts et Métiers. L'école ouvre à la fin de l'année 1900.

##### Période contemporaine
Le site héberge aujourd'hui différentes entités consacrées à l'enseignement : 
- l'Institut des Arts et Métiers Pierrard (IAMP), établissement d'enseignement secondaire ;
- l'École d'Ingénieurs de Pierrard-Virton, département de la Haute École de Namur-Liège-Luxembourg (Hénallux), anciennement connue sous le nom d'Institut Supérieur Industriel de Pierrard ;
- l'École d’enseignement de promotion sociale (ILLEPS) ;
- le siège Sud-Luxembourg des Centres d’Education et de Formation en Alternance (CEFA).

##### Autre curiosité
- La Maison à chauves-souris[10].

## Population et société

### Évolution démographique avant la fusion de 1977
- Source : DGS - recensements de la population

### Évolution démographique de la commune fusionnée
En tenant compte des anciennes communes entraînées dans la fusion de communes de 1977, on peut dresser l'évolution suivante :
Les chiffres des années 1831 à 1970 tiennent compte des chiffres des anciennes communes fusionnées.
- Source : DGS, de 1831 à 1981 = recensements population ; à partir de 1990 = nombre d'habitants chaque 1er janvier[11].

## Histoire
Il existe quelques éléments pour affirmer que ce qui a été appelé ultérieurement Vertunum a été occupé avant la conquête des Gaules.
À l'époque romaine, Vertunum est un lieu important situé à proximité de l'intersection de plusieurs voies de communication. En 2024, des fouilles dévoilent un important site industriel gallo-romain datant du IIIe siècle, une série d'habitations et un autel dédié à Mercure.
En 406, cette bourgade est détruite par les barbares. Le nouveau Virton est construit plus au nord.
La première mention de Virton apparaît dans une bulle du pape Luce III en 1183. Elle dépend alors de la maison de Chiny : l'un des premiers comtes y construit un château. La ville est soumise à la loi de Beaumont en 1270.
À la disparition de la famille de Chiny, Virton dépend de nombreuses dynasties jusqu'à la Révolution française.
À la chute de Napoléon en 1815, le village est rattaché, de par le Traité de Vienne, à la Confédération germanique en même temps que le duché de Luxembourg. Virton deviendra définitivement belge avec le Traité de Londres en 1839, malgré l'attachement sentimental à la France toute proche (en 1830, le drapeau français flotta sur la tour de l'église et en 1848, des émeutes républicaines survinrent dans la ville).
En août 1914, Virton est le lieu de combats meurtriers lors des premiers chocs entre troupes françaises et allemandes.

## Héraldique
|  | La ville possède des armoiries. Blasonnement : De gueules à deux flèches d’or passées en sautoir, les pointes en bas, armées et empennées d’argent. - Délibération communale : 30 janvier 1979 - Arrêté royal : 8 juin 1979 - Moniteur belge : 12 septembre 1979 Source du blasonnement : Lieve Viaene-Awouters et Ernest Warlop, Armoiries communales en Belgique, Communes wallonnes, bruxelloises et germanophones, t. 2 : Communes wallonnes M-Z, Communes bruxelloises, Communes germanophones, Bruxelles, Dexia, 2002. |

## Politique et administration

### Conseil et collège communal 2024-2030
| Collège communal   |                     |                        |
| ------------------ | ------------------- | ---------------------- |
| Bourgmestre        | Etienne Chalon      | MR - Citoyens          |
| 1er Échevin        | Michel Mullens      | Les Engagés - Citoyens |
| 2e Échevin         | Pascal Massart      | Citoyens               |
| 3e Échevin         | Gérard Mullenders   | Citoyens               |
| 4e Échevin         | Bertrand Chapellier | Citoyens               |
| 5e Échevine        | Annick Van den Ende | Les Engagés - Citoyens |
| Présidente du CPAS | Lison Themelin      | Citoyens               |

### Maires (bourgmestres)
Les maires — la Gaume est la seule région de Belgique où les bourgmestres sont appelés maires — de la commune de Virton depuis la fusion des communes sont :
- Joseph Michel ;
- Jean Culot ;
- Élie Deworme ;
- Claude Baudoin ;
- Pierre Scharff ;
- Michel Thiry ;
- François Culot ;
- Vincent Wauthoz ;
- Etienne Chalon.

### Sécurité et secours
La ville fait partie de la zone de Police Gaume pour les services de police, ainsi que de la zone de secours Luxembourg pour les services de pompiers. Le numéro d'appel unique pour ces services est le 112.

## Patrimoine et culture

### Patrimoine architectural

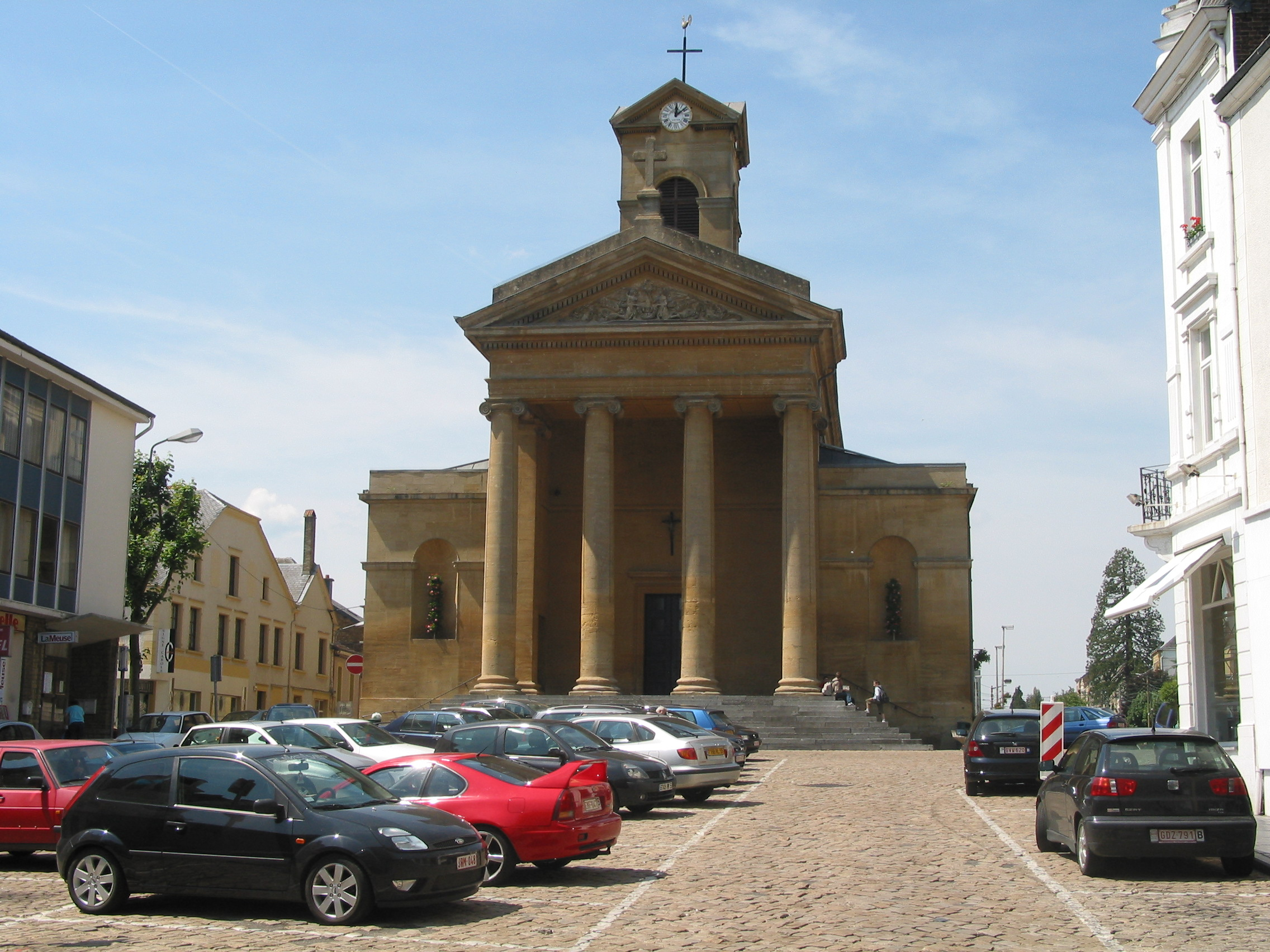
L'église Saint-Laurent, à Virton.

- L'église Saint-Laurent, de style néo-classique, datant de 1834.
- Le Musée gaumais, fondé en 1939.
- Le château de Laclaireau, construit au XIXe siècle.
- Le château de Gomery.
- La chapelle Notre-Dame du Bonlieu.
- Le totem amérindien offert par l'Aviation royale du Canada en 1967.

On compte aussi à Virton un riche patrimoine immobilier classé.

### Culture

#### Folklore
Le 26 décembre se déroule la fête des amoureux. Cette fête serait d'origine médiévale. Les différentes animations durant cette journée sont l'élection du « Roi du pâté gaumais » (les participants doivent manger le maximum de pâtés en 20 minutes accompagné de café), le « Just married trophy » (les jeunes mariés de l'année parcourent la ville), et les géants le D'Jean et la D'Jeanne qui accompagnent la fanfare de Saint-Mard dans les rues. Restauration dans les bars et restaurants de la ville du matin au soir et dans la nuit.

## Enseignement
Virton est un centre d'enseignement réputé avec 9 écoles primaires, 2 établissements d'enseignement spécialisé, 4 écoles secondaires, 2 implantations d'enseignement supérieur, 3 unités d'enseignement de promotion sociale.

### Enseignement Secondaire
La commune compte 4 écoles secondaires :
- l'Athénée royal Nestor Outer de Virton (ARNO) ;
- le Collège Notre-Dame du Bonlieu (CNDB) ;
- l'Institut de la Sainte-Famille de Virton (ISF) ;
- l'Institut des Arts et Métiers de Pierrard (IAMP).

### Enseignement Supérieur
La commune accueille une implantation de la Haute école de Namur-Liège-Luxembourg (HENALLUX), à savoir l'École d'Ingénieurs de Pierrard-Virton.
Le campus de Virton de la Haute école Robert Schuman (HERS) est issu de l'ancienne École normale de Virton et dispense des formations dans le domaine pédagogique.

## Sports et vie associative

### Sports

#### Clubs
| Nom                    | Sport           | Division                                                                   | Stade/Salle                     | Fondation |
| ---------------------- | --------------- | -------------------------------------------------------------------------- | ------------------------------- | --------- |
| Royal Excelsior Virton | Football        | Division 1B                                                                | Stade Yvan Georges              | 1922      |
| TTC Virton             | Tennis de table | Superdivision, Séries nationales, régionales et provinciales de Interclubs | Salle du club à la Cour Marchal | 1976      |

## Personnalités liées à la commune
- Édouard d'Huart (1800–1884), ancien député de l'arrondissement de Virton et ministre des finances.
- Charles Magnette (1863-1937), sénateur, président du Sénat.
- Nestor Outer (1865-1930), écrivain, journaliste et peintre.
- Joseph Chot (1871-), professeur, écrivain régionaliste.
- Camille Barthélemy (1890-1961), peintre et graveur.
- Edmond-Pierre Fouss (1893-1987), fondateur du Musée gaumais.
- Jean Lejour (1913-1990), aquarelliste.
- Joseph Michel (1925-2016), ministre belge de l'éducation entre 1977 et 1979 et ministre de l'intérieur entre 1974-1977 et 1986-1988, président de la Chambre.
- Claude Raucy (1939-2024), écrivain et poète.